# Gino Latini
Gino Latini – włoski bokser, brązowy medalista Mistrzostw Europy z roku 1942, bokser zawodowy.
W ćwierćfinale Mistrzostw Europy we Wrocławiu pokonał przez dyskwalifikację w drugiej rundzie reprezentanta Danii Carla Nielsena. W półfinale przegrał przez nokaut w pierwszej rundzie z reprezentantem III Rzeszy Heinem ten Hoffem. W walce o trzecie miejsce pokonał reprezentanta Węgier Ferenca Nagy, zdobywając brązowy medal w kategorii ciężkiej. Po zakończeniu Mistrzostw Europy 1942, zostały one uznane za nieodbyte.
W 1946 stoczył dwie zawodowe walki, doznając dwóch porażek przez nokaut.